# Ecuadoraans voetbalelftal in 1997
Het Ecuadoraans voetbalelftal speelde in totaal negentien interlands in het jaar 1997, waaronder tien wedstrijden bij de kwalificatiereeks voor het WK voetbal 1998 in Frankrijk.  Ecuador eindigde als zesde in de CONMEBOL-zone, en wist zich daardoor niet te plaatsen voor de WK-eindronde. De selectie stond onder leiding van de Colombiaanse bondscoach Francisco Maturana, die interim-coach Carlos Ron eind 1994 had afgelost. Hij zwaaide af na de 5-3 nederlaag tegen Uruguay op 16 november.

## Balans
| Wedstrijden | Wedstrijden | Wedstrijden | Wedstrijden | Doelpunten | Doelpunten | Doelpunten | Punten |
| Gespeeld    | Winst       | Gelijk      | Verlies     | Voor       | Tegen      | Saldo      | Punten |
| ----------- | ----------- | ----------- | ----------- | ---------- | ---------- | ---------- | ------ |
| 19          | 7           | 6           | 6           | 25         | 23         | +2         | 1.052  |

## Interlands
|                                                     |                                      |       |         |                                                                                      |
| 12 januari WK-kwalificatie № 246 «onderlinge duels» | Bolivia                              | 2 – 0 | Ecuador | Estadio Hernando Siles, La Paz Toeschouwers: 39.968 Scheidsrechter: Óscar Ruiz (COL) |
| 12 januari WK-kwalificatie № 246 «onderlinge duels» | Jaime Moreno 7' Marco Etcheverry 12' |       |         | Estadio Hernando Siles, La Paz Toeschouwers: 39.968 Scheidsrechter: Óscar Ruiz (COL) |

|                                                       |                                                         |       |                     |                                                                                         |
| 5 februari Vriendschappelijk № 247 «onderlinge duels» | Mexico                                                  | 3 – 1 | Ecuador             | Estadio Azteca, Mexico-Stad Toeschouwers: 15.000 Scheidsrechter: Benito Archundia (MEX) |
| 5 februari Vriendschappelijk № 247 «onderlinge duels» | Eustacio Rizo 35' Jared Borgetti 43' Damián Álvarez 77' |       | 83' Agustín Delgado | Estadio Azteca, Mexico-Stad Toeschouwers: 15.000 Scheidsrechter: Benito Archundia (MEX) |

|                                                      |                                                                           |       |         |                                                                                               |
| 12 februari WK-kwalificatie № 248 «onderlinge duels» | Ecuador                                                                   | 4 – 0 | Uruguay | Estadio Olimpico Atahualpa, Quito Toeschouwers: 18.000 Scheidsrechter: Javier Castrilli (ARG) |
| 12 februari WK-kwalificatie № 248 «onderlinge duels» | Álex Aguinaga 6' Agustín Delgado 69' Agustín Delgado 76' Cléber Chalá 86' |       |         | Estadio Olimpico Atahualpa, Quito Toeschouwers: 18.000 Scheidsrechter: Javier Castrilli (ARG) |

|                                                     |           |       |         |                                                                                               |
| 25 maart Vriendschappelijk № 249 «onderlinge duels» | Guatemala | 0 – 0 | Ecuador | Estadio Nacional Mateo Flores, Guatemala-Stad Toeschouwers: onbekend Scheidsrechter: onbekend |
| 25 maart Vriendschappelijk № 249 «onderlinge duels» |           |       |         | Estadio Nacional Mateo Flores, Guatemala-Stad Toeschouwers: onbekend Scheidsrechter: onbekend |

|                                                  |                      |       |                          |                                                                                    |
| 2 april WK-kwalificatie № 250 «onderlinge duels» | Peru                 | 1 – 1 | Ecuador                  | Estadio Nacional, Lima Toeschouwers: 45.000 Scheidsrechter: John Toro Rendón (COL) |
| 2 april WK-kwalificatie № 250 «onderlinge duels» | Roberto Palacios 59' |       | 79' (pen.) Álex Aguinaga | Estadio Nacional, Lima Toeschouwers: 45.000 Scheidsrechter: John Toro Rendón (COL) |

|                                                   |                                    |       |                   |                                                                                           |
| 30 april WK-kwalificatie № 251 «onderlinge duels» | Argentinië                         | 2 – 1 | Ecuador           | Estadio Monumental, Buenos Aires Toeschouwers: 62.300 Scheidsrechter: Félix Benegas (PAR) |
| 30 april WK-kwalificatie № 251 «onderlinge duels» | Ariel Ortega 18' Hernán Crespo 30' |       | 73' Álex Aguinaga | Estadio Monumental, Buenos Aires Toeschouwers: 62.300 Scheidsrechter: Félix Benegas (PAR) |

|                                                   |             |                                          |         |                                                                              |
| 28 mei Vriendschappelijk № 252 «onderlinge duels» | El Salvador | 0 – 2                                    | Ecuador | Estadio Cuscatlán, San Salvador Toeschouwers: 8.000 Scheidsrechter: onbekend |
| 28 mei Vriendschappelijk № 252 «onderlinge duels» |             | 9' Ariel Graziani 81' Oswaldo de la Cruz |         | Estadio Cuscatlán, San Salvador Toeschouwers: 8.000 Scheidsrechter: onbekend |

|                                                 |                    |       |                   |                                                                                               |
| 8 juni WK-kwalificatie № 253 «onderlinge duels» | Ecuador            | 1 – 1 | Chili             | Estadio Olimpico Atahualpa, Quito Toeschouwers: 42.225 Scheidsrechter: Benito Archundia (MEX) |
| 8 juni WK-kwalificatie № 253 «onderlinge duels» | Ariel Graziani 43' |       | 53' Marcelo Salas | Estadio Olimpico Atahualpa, Quito Toeschouwers: 42.225 Scheidsrechter: Benito Archundia (MEX) |

| Copa América |
| ------------ |

|                                                       |            |       |         |                                                                                            |
| 11 juni Copa América Groep A № 254 «onderlinge duels» | Argentinië | 0 – 0 | Ecuador | Estadio Félix Capriles, Cochabamba Toeschouwers: 17.000 Scheidsrechter: Jorge Nieves (URU) |
| 11 juni Copa América Groep A № 254 «onderlinge duels» |            |       |         | Estadio Félix Capriles, Cochabamba Toeschouwers: 17.000 Scheidsrechter: Jorge Nieves (URU) |

|                                                       |                                           |       |          |                                                                                              |
| 14 juni Copa América Groep A № 255 «onderlinge duels» | Ecuador                                   | 2 – 0 | Paraguay | Estadio Félix Capriles, Cochabamba Toeschouwers: 5.000 Scheidsrechter: Paolo Borgosano (VEN) |
| 14 juni Copa América Groep A № 255 «onderlinge duels» | Wellington Sánchez 70' Ariel Graziani 86' |       |          | Estadio Félix Capriles, Cochabamba Toeschouwers: 5.000 Scheidsrechter: Paolo Borgosano (VEN) |

|                                                       |                      |       |                                    |                                                                                              |
| 17 juni Copa América Groep A № 256 «onderlinge duels» | Chili                | 1 – 2 | Ecuador                            | Estadio Félix Capriles, Cochabamba Toeschouwers: 5.000 Scheidsrechter: Rafael Sanabria (COL) |
| 17 juni Copa América Groep A № 256 «onderlinge duels» | Fernando Vergara 51' |       | 32' Ariel Graziani 55' José Gavica | Estadio Félix Capriles, Cochabamba Toeschouwers: 5.000 Scheidsrechter: Rafael Sanabria (COL) |

|                                                            |                                                                                              |       |                                                                                             |                                                                                              |
| 22 juni Copa América Kwartfinales № 257 «onderlinge duels» | Mexico                                                                                       | 1 – 1 | Ecuador                                                                                     | Estadio Félix Capriles, Cochabamba Toeschouwers: 6.000 Scheidsrechter: Antônio Pereira (BRA) |
| 22 juni Copa América Kwartfinales № 257 «onderlinge duels» | Cuauhtémoc Blanco 17'                                                                        |       | 6' Luis Capurro                                                                             | Estadio Félix Capriles, Cochabamba Toeschouwers: 6.000 Scheidsrechter: Antônio Pereira (BRA) |
| 22 juni Copa América Kwartfinales № 257 «onderlinge duels» | Strafschoppen                                                                                |       |                                                                                             | Estadio Félix Capriles, Cochabamba Toeschouwers: 6.000 Scheidsrechter: Antônio Pereira (BRA) |
| 22 juni Copa América Kwartfinales № 257 «onderlinge duels» | Luis Hernández Claudio Suárez Cuauhtémoc Blanco Paulo César Chávez Germán Villa Joel Sánchez | 4 – 3 | Alberto Montaño Luis Capurro Ulises de la Cruz Ariel Graziani Ángel Fernández Vilson Rosero | Estadio Félix Capriles, Cochabamba Toeschouwers: 6.000 Scheidsrechter: Antônio Pereira (BRA) |

|  |  |  |  |  |  |  |  |  |

|                                                 |                     |       |                  |                                                                                                |
| 6 juli WK-kwalificatie № 258 «onderlinge duels» | Venezuela           | 1 – 1 | Ecuador          | Estadio Pachenricho Romero, Maracaibo Toeschouwers: 4.729 Scheidsrechter: Arturo Angeles (USA) |
| 6 juli WK-kwalificatie № 258 «onderlinge duels» | Gabriel Miranda 75' |       | 55' Iván Hurtado | Estadio Pachenricho Romero, Maracaibo Toeschouwers: 4.729 Scheidsrechter: Arturo Angeles (USA) |

|                                                  |                     |       |         |                                                                                               |
| 20 juli WK-kwalificatie № 259 «onderlinge duels» | Colombia            | 1 – 0 | Ecuador | Estadio Metropolitano, Barranquilla Toeschouwers: 35.000 Scheidsrechter: Márcio Rezende (BRA) |
| 20 juli WK-kwalificatie № 259 «onderlinge duels» | Antony de Ávila 87' |       |         | Estadio Metropolitano, Barranquilla Toeschouwers: 35.000 Scheidsrechter: Márcio Rezende (BRA) |

|                                                       |                  |                        |         |                                                                                       |
| 7 augustus Vriendschappelijk № 260 «onderlinge duels» | Verenigde Staten | 0 – 1                  | Ecuador | Memorial Stadium, Baltimore Toeschouwers: 13.629 Scheidsrechter: Raul Dominguez (USA) |
| 7 augustus Vriendschappelijk № 260 «onderlinge duels» |                  | 83' Wellington Sánchez |         | Memorial Stadium, Baltimore Toeschouwers: 13.629 Scheidsrechter: Raul Dominguez (USA) |

|                                                      |                                      |       |                 |                                                                                              |
| 20 augustus WK-kwalificatie № 261 «onderlinge duels» | Ecuador                              | 2 – 1 | Paraguay        | Estadio Olimpico Atahualpa, Quito Toeschouwers: 30.000 Scheidsrechter: Rodrigo Badilla (CRC) |
| 20 augustus WK-kwalificatie № 261 «onderlinge duels» | Álex Aguinaga 53' Ariel Graziani 78' |       | 5' Richart Báez | Estadio Olimpico Atahualpa, Quito Toeschouwers: 30.000 Scheidsrechter: Rodrigo Badilla (CRC) |

|                                                         |                                            |       |                                        |                                                                                        |
| 10 september Vriendschappelijk № 262 «onderlinge duels» | Brazilië                                   | 4 – 2 | Ecuador                                | Estádio Fonte Nova, Salvador Toeschouwers: onbekend Scheidsrechter: Jorge Nieves (URU) |
| 10 september Vriendschappelijk № 262 «onderlinge duels» | Denílson 16' Dodô 27' Dodô 38' Emerson 73' |       | 66' Álex Aguinaga 76' Edison Maldonado | Estádio Fonte Nova, Salvador Toeschouwers: onbekend Scheidsrechter: Jorge Nieves (URU) |

|                                                     |                    |       |         |                                                                                               |
| 12 oktober WK-kwalificatie № 263 «onderlinge duels» | Ecuador            | 1 – 0 | Bolivia | Estadio Monumental, Guayaquil Toeschouwers: 14.568 Scheidsrechter: Arturo Brizio Carter (MEX) |
| 12 oktober WK-kwalificatie № 263 «onderlinge duels» | Ariel Graziani 26' |       |         | Estadio Monumental, Guayaquil Toeschouwers: 14.568 Scheidsrechter: Arturo Brizio Carter (MEX) |

|                                                      | |       |                                                         |                                                                                               |
| 16 november WK-kwalificatie № 264 «onderlinge duels» | Uruguay                                                                                                | 5 – 3 | Ecuador                                                 | Estadio Domingo Burgueño, Maldonado Toeschouwers: 4.000 Scheidsrechter: Antonio Marrufo (MEX) |
| 16 november WK-kwalificatie № 264 «onderlinge duels» | Marcelo Saralegui 3' Marcelo Saralegui 12' Sebastián Abreu 48' Sebastián Abreu 52' Carlos Aguilera 63' |       | 2' Ariel Graziani 59' Ariel Graziani 68' Ariel Graziani | Estadio Domingo Burgueño, Maldonado Toeschouwers: 4.000 Scheidsrechter: Antonio Marrufo (MEX) |

## FIFA-wereldranglijst
| JAN | FEB | MAR | APR | MEI | JUN | JUL | AUG | SEP | OKT | NOV | DEC |
| --- | --- | --- | --- | --- | --- | --- | --- | --- | --- | --- | --- |
|     | 35  |     | 35  | 40  | 38  | 30  | 29  | 30  | 31  | 28  | 28  |

## Statistieken
| Oswaldo Ibarra      | 1969-09-08 | Club Deportivo El Nacional | 10 | 0 | 0 | 10 | 0  |
| José Cevallos       | 1971-04-17 | Barcelona Sporting Club    | 8  | 0 | 0 | 20 | 0  |
| Carlos Luis Morales | 1965-06-12 | Club Sport Emelec          | 1  | 0 | 0 |    |    |
| Verdediging         |            |                            |    |   |   |    |    |
| Alberto Montaño     | 1970-03-23 | Barcelona Sporting Club    | 16 | 1 | 0 |    |    |
| Luis Capurro        | 1961-05-01 | Barcelona Sporting Club    | 12 | 0 | 1 | 93 | 1  |
| Iván Hurtado        | 1974-08-16 | Atlético Celaya            | 10 | 0 | 1 | 46 | 3  |
| Ulises de la Cruz   | 1974-02-08 | LDU Quito                  | 10 | 0 | 0 | 13 | 0  |
| Wagner Rivera       | 1972-09-18 | Barcelona Sporting Club    | 9  | 1 | 0 | 23 | 0  |
| Edmundo Méndez      | 1968-12-05 | Deportivo Cuenca           | 8  | 1 | 0 | 11 | 0  |
| Máximo Tenorio      | 1969-09-30 | Barcelona Sporting Club    | 5  | 0 | 0 |    |    |
| Raúl Noriega        | 1970-01-04 | Barcelona Sporting Club    | 2  | 0 | 0 | 27 | 2  |
| Hólger Quiñónez     | 1962-08-18 | Sociedad Deportivo Quito   | 1  | 0 | 0 |    |    |
| Byron Tenorio       | 1966-06-14 | Club Sport Emelec          | 1  | 0 | 0 |    |    |
| Dannes Coronel      | 1973-05-24 | Club Sport Emelec          | 0  | 2 | 0 |    |    |
| Middenveld          |            |                            |    |   |   |    |    |
| Jimmy Blandón       | 1969-11-20 | Deportivo Cuenca           | 14 | 0 | 0 | 14 | 0  |
| Héctor Carabalí     | 1972-02-15 | Barcelona Sporting Club    | 14 | 0 | 0 |    |    |
| José Gavica         | 1969-01-08 | Barcelona Sporting Club    | 10 | 1 | 1 | 31 | 4  |
| Wellington Sánchez  | 1974-06-19 | Club Deportivo El Nacional | 10 | 0 | 2 | 14 | 2  |
| Álex Aguinaga       | 1968-07-09 | Necaxa Aguascalientes      | 9  | 2 | 5 | 67 | 17 |
| Oswaldo de la Cruz  | 1968-12-13 | Club Deportivo El Nacional | 7  | 1 | 1 |    |    |
| Eduardo Smith       | 1966-02-23 | Club Sport Emelec          | 5  | 4 | 0 | 12 | 0  |
| Cléber Chalá        | 1971-06-29 | Club Deportivo El Nacional | 5  | 2 | 1 | 30 | 2  |
| Simón Ruiz          | 1965-03-14 | Club Deportivo El Nacional | 4  | 0 | 0 | 4  | 0  |
| Gilson de Souza     | 1967-03-25 | Barcelona Sporting Club    | 3  | 4 | 0 | 16 | 1  |
| Marco Constante     | 1967-03-20 | Club Deportivo El Nacional | 3  | 0 | 0 |    |    |
| Juan Carlos Burbano | 1969-02-15 | Club Deportivo El Nacional | 2  | 1 | 0 | 6  | 0  |
| Vilson Rosero       | 1974-08-24 | Club Deportivo El Nacional | 0  | 4 | 0 |    |    |
| Héctor González     | 1972-05-04 | Centro Deportivo Olmedo    | 0  | 1 | 0 |    |    |
| Aanval              |            |                            |    |   |   |    |    |
| Ariel Graziani      | 1971-06-07 | CD Veracruz                | 11 | 3 | 9 | 14 | 9  |
| Eduardo Hurtado     | 1969-12-02 | Los Angeles Galaxy         | 9  | 4 | 0 |    |    |
| Agustín Delgado     | 1974-12-23 | Barcelona Sporting Club    | 7  | 2 | 3 | 15 | 5  |
| Edison Maldonado    | 1972-06-07 | Sociedad Deportiva Aucas   | 2  | 4 | 1 |    |    |
| Ángel Fernández     | 1971-08-02 | Club Sport Emelec          | 1  | 7 | 0 | 47 | 10 |
| Pedro Valencia      | 1969-06-29 | Deportivo Cuenca           | 0  | 1 | 0 |    |    |

FEF · A-internationals · Bondscoaches · Selecties · Statistieken · Ecuadoraans vrouwenelftal · Olympisch elftal · Ecuador U21 · Ecuador U20 · Ecuador U18 · Ecuador U17
1938 – 1949 ·
1950 – 1959 ·
1960 – 1969 ·
1970 – 1979 ·
1980 – 1989 ·
1990 – 1999 ·
2000 – 2009 ·
2010 – 2019 ·
2020 − 2029
WK 2002 · 
WK 2006 · 
WK 2014
1938 · 
1939 · 
1940 · 
1941 · 
1942 · 
1943 · 1944 · 
1945 · 
1946 · 
1947 · 
1948 · 
1949 · 
1950 · 1951 · 1952 · 
1953 · 
1954 · 
1955 · 
1956 · 
1957 · 
1958 · 
1959 · 
1960 · 
1961 · 1962 · 
1963 · 
1964 · 
1965 · 
1966 · 
1967 · 1968 · 
1969 · 
1970 · 
1971 · 
1972 · 
1973 · 
1974 · 
1975 · 
1976 · 
1977 · 
1978 · 
1979 · 
1980 · 
1981 · 
1982 · 
1983 · 
1984 · 
1985 · 
1986 · 
1987 · 
1988 · 
1989 · 
1990 · 
1991 · 
1992 · 
1993 · 
1994 · 
1995 · 
1996 · 
1997 · 
1998 · 
1999 · 
2000 · 
2001 · 
2002 · 
2003 · 
2004 · 
2005 · 
2006 · 
2007 · 
2008 · 
2009 · 
2010 · 
2011 · 
2012 · 
2013 · 
2014 · 
2015 · 
2016 · 
2017 ·
2018 ·
2019 ·
2020 ·
2021 ·
2022
Argentinië ·
Armenië ·
Australië ·
Bolivia · 
Brazilië ·
Bulgarije ·
Canada ·
Chili ·
Colombia ·
Costa Rica ·
Cuba ·
Denemarken ·
DDR ·
Duitsland ·
El Salvador ·
Engeland ·
Estland ·
Finland ·
Frankrijk ·
Griekenland ·
Guatemala ·
Haïti ·
Honduras ·
Ierland ·
Irak ·
Iran ·
Italië ·
Jamaica ·
Japan ·
Joegoslavië ·
Jordanië ·
Kaapverdië ·
Koeweit ·
Kroatië · 
Libanon ·
Mexico ·
Nederland ·
Nigeria ·
Noord-Macedonië ·
Oeganda ·
Oman ·
Panama ·
Paraguay ·
Peru ·
Polen ·
Portugal ·
Qatar ·
Roemenië ·
Saoedi-Arabië ·
Schotland ·
Senegal ·
Spanje ·
Trinidad en Tobago ·
Turkije · 
Uruguay ·
Venezuela ·
Verenigde Staten ·
Wit-Rusland ·
Zambia ·
Zuid-Afrika ·
Zuid-Korea ·
Zweden ·
Zwitserland
Costa Rica (2006) · 
Duitsland (2006) · 
Engeland (2006) · 
Frankrijk (2014) · 
Honduras (2014) · 
Nederland (2022) · 
Polen (2006) · 
Qatar (2022) · 
Zwitserland (2014)